# Grief
Grief (англ. — печаль, скорбь) — музыкальный коллектив из Бостона, США, играющий в стиле сладж/дум-метал.

## История группы
Группа основана в 1991 году гитаристом Terry Savastano. Состав группы был неустойчив, сменяясь от репетиции — к репетиции. Первый EP был записан в 1992 в составе: Jeff Hayward — вокал, Randy Odierno — бас-гитара, Pete Cassin — ударные, Jay Stiles и Terry Savastano — на позициях гитаристов. После записи сплита с группой Dystopia, Grief устроили тур по западу США, сразу после которого большая часть группы отправилась в Европу в составе коллектива Disrupt. После европейского тура, группа Disrupt развалилась и, следом за этим из Grief ушли Pete Cassin и Jay Stiles.
Новым барабанщиком стал Rick Johnson и, в 1994 году, команда записала полноформатный альбом «Come to Grief», после записи которого, к группе примкнул гитарист Steve Nelson, пробывший в составе недолго, но успевший записать с группой 3 EP.
Заключив контракт с лейблом Pessimiser Records, коллектив выпустил альбом «Miserably Ever After».
Группа давала много концертов, последовала запись ещё одного сплита, после чегу из состава ушёл Rick Johnson. Нового барабанщика найти не удалось и его место занял басист Randy Odierno, тогда как на позицию бас-гитариста был поставлен Eric C. Harrison. Однако, после записи альбома «Torso», и Randy Odierno покинул команду. В качестве нового барабанщика был утверждён Tim Morse из Anal Cunt, однако, прямо перед очередным туром, он ушёл, предоставив группе выступать втроём. Grief не отказались от турне, Jeff Hayward — выступал одновременно в роли вокалиста и барабанщика. После гастролей, за ударные Grief сел Chuck Conlon, с которым группа записала свою последнюю пластинку «and Man will Become the Hunted», но через год и он ушёл из группы. В 1999 вернулся Rick Johnson и в 2000 году группа совершила своё последнее турне.
В 2001 году команда Grief распалась. Главной причиной, по словам основателя группы Terry Savastano был постоянные неполадки с составом и вечный поиск барабанщиков.
В 2005 году группа воссоединяется, чтобы отыграть несколько концертов, и в 2006 выходит альбом «Alive» — запись выступления Grief на New England Grind And Doom Fest. На конец 2008 года запланировано начало новых турне вместе с группой Trap Them. После турне по Америке и Европе группа снова объявила о распаде.

### Состав группы
- Jeff Hayward — вокал, гитара
- Eric C. Harrison — бас-гитара, вокал, оформление альбомов
- John Heidenrich — гитара
- Ray McCaffrey — ударные

### Бывшие участники
- Steve Nelson — гитара
- Terry Savastano — гитара
- Jay Stiles — гитара
- Randy Odierno — гитара, бас-гитара
- Pete Cassin — ударные
- Chuck Conlon — ударные
- Tim Morse — ударные
- Rick Johnson — ударные